# Ga Sông Dinh
Ga Sông Dinh là một nhà ga xe lửa tại xã Suối Kiết, huyện Tánh Linh, tỉnh Bình Thuận. Nhà ga là một điểm trên tuyến đường sắt Bắc Nam nằm giữa ga Sông Phan và ga Suối Kiết. Lý trình ga: Km 1595 + 930.